# Santi Dzuangsavang
Santi Dzuangsavang (thajsky สันติ ดวงสว่าง; 10. ledna 1968, provincie Phičit – 4. listopadu 2016) byl thajský zpěvák a herec, který je považován za průkopníka v hudebním žánru elektronický luk thung. Je autorem písní jako Joob Mai Wan, Fak Jai Sai Krathong nebo Nang Loei Nang Luem.

## Mládí
Od roku 1985 byl členem skupiny RS Public Company Limited.

## Diskografie

### Alba
- Kiss no fun (จูบไม่หวาน)
- Change oaths (ถอนคำสาบาน)
- Poor singer (ลูกทุ่งคนยาก)
- This love is serious (รักนี้มีกรรม)
- The undisciplined girl (นางลอย นางลืม)